# Zainsk
Zainsk – miasto w Rosji, w Tatarstanie, 287 km na wschód od Kazania. W 2021 liczyło 39 739 mieszkańców.